# Tsjelopetsj
Tsjelopetsj (Bulgaars: Челопеч) is een dorp en gemeente in het westen van Bulgarije in de  oblast Sofia. Op 31 december 2018 telde het dorp 1.526 inwoners, een stijging vergeleken met 1.473 inwoners in 2011. De meeste inwoners zijn etnische Bulgaren (95%), gevolgd door een kleine Roma-gemeenschap (3,7%).